# RIVa
RIVa（リヴァ）は、宮城県仙台市を活動拠点としている日本のメッセージポップス・バンド。インディーズ時代は、「riv.@（読み方同じ）」と表記した。

## 概要
2013年11月20日、コロンビアマーケティングより、マキシシングル「僕には世界は変えられないけど」で、メジャー流通。

「夢に向かって頑張っている人々の背中をそっと押してくれるmessage」を込めた楽曲を、仙台から全国に発信している3人組バンドである。
「少しの勇気があれば、明日は変えられる！」がコンセプト。メッセージポップスバンドと称するように、心に訴えかけるような歌詞とメロディが特徴。
プロデューサーは、かつて「オレンジ・ペコ」、「パル」で活躍した原田博喜。

## メンバー
Amia（あみあ）
ボーカル、作詞担当。9月25日生まれ、宮城県仙台市出身。
Kenji（けんじ）
リーダー。ドラムス、アコースティックギター、パーカッション担当。3月21日生まれ、岩手県遠野市出身。
Daisuke （だいすけ）
キーボード、プログラミング担当。10月7日生まれ、福島県相馬市出身。

### 過去に在籍したメンバー
Ryan（ライアン）
ギター担当。現在は、某国立大学で言語学講師として在籍。
Fumio（ふみお）
ギター担当。6月13日生まれ、和歌山県出身。サポートメンバーとして参加していたが、2017年8月で脱退。
Shinnosuke（しんのすけ）
ベース担当。8月8日生まれ、宮城県仙台市出身。2017年8月で脱退。

## ディスコグラフィ
インディーズアルバム
| 発売日         | タイトル       | 規格品番 | 備考                              |
| -------------- | -------------- | -------- | --------------------------------- |
| 2011年11月27日 | 10 Years After | －       | 5曲入りミニアルバム 「riv.@」名義 |

シングル
| 枚   | 発売日         | タイトル                           | 規格品番 | 備考 |
| ---- | -------------- | ---------------------------------- | -------- | --- |
| 1st  | 2013年11月20日 | 僕には世界は変えられないけど       | SVCA-239 | カップリング曲：「会いたい 会いたい 会いたい」、「ひらり」                                                       |
| 2nd  | 2014年6月18日  | We Pray to the Sky                 | SVCA-242 | TBCラジオ「TBCパワフルベースボールPlus」テーマ・ソング カップリング曲：「君が・・・」                            |
| 3rd  | 2014年12月8日  | X'mas flower～天から零れた花びら～ | －       | 配信限定シングル                                                                                                 |
| 4th  | 2014年12月30日 | Tell me                            | －       | 配信限定シングル                                                                                                 |
| 5th  | 2015年12月13日 | Eve                                | －       | 配信限定シングル                                                                                                 |
| 6th  | 2016年3月8日   | サクラ、サクナ                     | －       | 配信限定シングル                                                                                                 |
| 7th  | 2016年10月19日 | タイムカプセル                     | SVCA-244 | 特典として表題曲のショートームービー収録のDVD付 カップリング曲：「ベストフレンド」、「クリミナル」、「風の行方」 |
| 8th  | 2017年12月10日 | good-by my darlin'                 | －       | 配信限定シングル                                                                                                 |
| 9th  | 2018年3月24日  | SAKURA SAKUNA                      | －       | 配信限定シングル 6thシングル「サクラ、サクナ」のリアレンジバージョン                                             |
| 10th | 2019年12月1日  | 会いたくない                       | －       | 配信限定シングル                                                                                                 |
| 11th | 2024年12月24日 | Snow Reply                         | －       | 配信限定シングル                                                                                                 |

ミニアルバム
| 枚  | 発売日        | タイトル           | 規格品番 | 備考                                                                 |
| --- | ------------- | ------------------ | -------- | -------------------------------------------------------------------- |
| 1st | 2015年3月18日 | ありふれた僕だけど | SVCA-18  | 8曲収録                                                              |
| 2nd | 2016年1月20日 | 新しい扉           | SVCA-20  | 10曲収録 収録曲数はフルアルバムの水準だが、 公式ではミニアルバム扱い |
| 3rd | 2018年9月19日 | Timeless           | SVCA-26  | 10曲収録 公式では"3rdミニアルバム"ではなく、 "3rdアルバム"と表記     |

ライブ限定販売
| 発売日        | タイトル | 規格品番 | 備考 |
| ------------- | -------- | -------- | --- |
| 2024年1月24日 | 六花     | －       | 曲データをUSBメモリに収録して、 2024年1月24日の仙台市内のカフェライブで販売された。 カップリング曲：「Poker Game」 |

## ラジオ
- 『RIVa☆Viva Lover（リバビバラバー）』（エフエムたいはく 毎月第4日曜日 21:00 - 22:00）
- 『Dream Step』（FMいずみ 毎週月曜日 18:00 - 19:00） ※パーソナリティは、ボーカルのAmia。他メンバーはゲストとして出演。2017年3月27日まで放送。
- 『RIVa Pop Radio』（FMいずみ 毎週月曜日 18:00 - 19:00） 2017年4月3日より放送。

## イベント
- 2016年12月23日 D-POP PROJECTION 2016 『Dの革命』（専門学校デジタルアーツ仙台主催イベント)にゲスト出演。 (仙台PIT)